# OT-810
OT-810 byl československý polopásový obrněný transportér, založený na německém typu Sd.Kfz. 251 (Hanomag HKL6p) určený pro přepravu plně vyzbrojeného pěchotního družstva.

## Historie
Obrněnec Hanomag HKL6p byl na území tzv. Protektorátu vyráběn během 2. světové války ve Škodových závodech. Po ukončení války se uvažovalo o pokračování této výroby a vznikl tak projekt OT-810, který však nebyl uskutečněn. K němu se čs. armáda vrátila až v padesátých letech, kdy bylo rozhodnuto o obnovení projektu OT-810 v podniku Tatra. Zkoušky zmodernizovaného „československého Haklu“ se uskutečnily roku 1959 a stroj dostal název OT vz. 59, který se však neujal a v armádě se tento nový obrněný transportér označoval jako OT-810. V letech 1958 a 1959 proběhla výroba ověřovací série v Podpolianských strojírnách Detva. Do roku 1962 bylo vyrobeno kolem 1500 kusů různých obměn. Poslední kusy OT-810 byly vyřazeny ze skladů Armády České republiky v roce 1995.

## Technika
Přes zdánlivou vizuální shodu se OT-810 od Sd.Kfz 251 v řadě detailů odlišuje. Podvozek je v zásadě zachován, kvůli rozměrnějšímu motoru je kapota delší. Právě použití vzduchem chlazeného dieselového motoru je hlavním rozdílem, který významně zlepšil TTD (malé zvýšení maximální rychlosti a podstatné zvýšení dojezdu). Jde o upravený motor z vozu Tatra 138. Druhou zásadní změnou je úplné uzavření bojového prostoru pancířem shora, což nejen zlepšilo ochranu bojového družstva před střepinami granátů, ale především umožnilo jeho transport zamořeným územím v souladu s doktrínou použití zbraní hromadného ničení. Také pancéřové pláty korby mají odlišný tvar, aby se od šikmých stěn lépe odrážely střely. Pásy OT-810 jsou celokovové, bez gumových botek. Ve výzbroji zůstal jediný kulomet ráže 7,62 mm.

## Verze
- OT-810 – obrněný transportér pro přepravu 10 mužů výsadku
- OT-810/R2, OT-810/R3 – velitelsko–štábní pracoviště
- OT-810 pro výcvik řidičů
- OT-810 – vozidlo technické pomoci
- OT-810 – zdravotní verze
- OT-810DPP – dělostřelecká pohyblivá pozorovatelna
- OT-810D – lehký stíhač tanků s 82 mm bezzákluzovým kanónem vz.59, osádka 4 muži. Celkem 280 kusů přestavěno ze základní verze v letech 1967–1969.[1]

## Použití a zajímavosti
Ve své době byl pravděpodobně jediným polopásovým obrněncem ve výrobě. Ve své základní úloze - přepravě střeleckého družstva - začal být nahrazován transportéry OT-62 u tankových jednotek a OT-64 u motostřelců. Nejdéle se udržel v nasazení jako podpůrné vozidlo u tankových jednotek (technická dílna, spojovací vůz).
Řada OT-810 skončila mezi sběrateli, kteří je mnohdy upravují do podoby válečných Sd.Kfz. 251. OT-810 často také tento typ zastupuje jako rekvizita ve filmech s druhoválečnou tematikou (např. Stalingrad, Pád Třetí říše, Stůj, nebo se netrefím!, ...) nebo při rekonstrukcích bitev a setkáních příznivců vojenské historie.

## Galerie

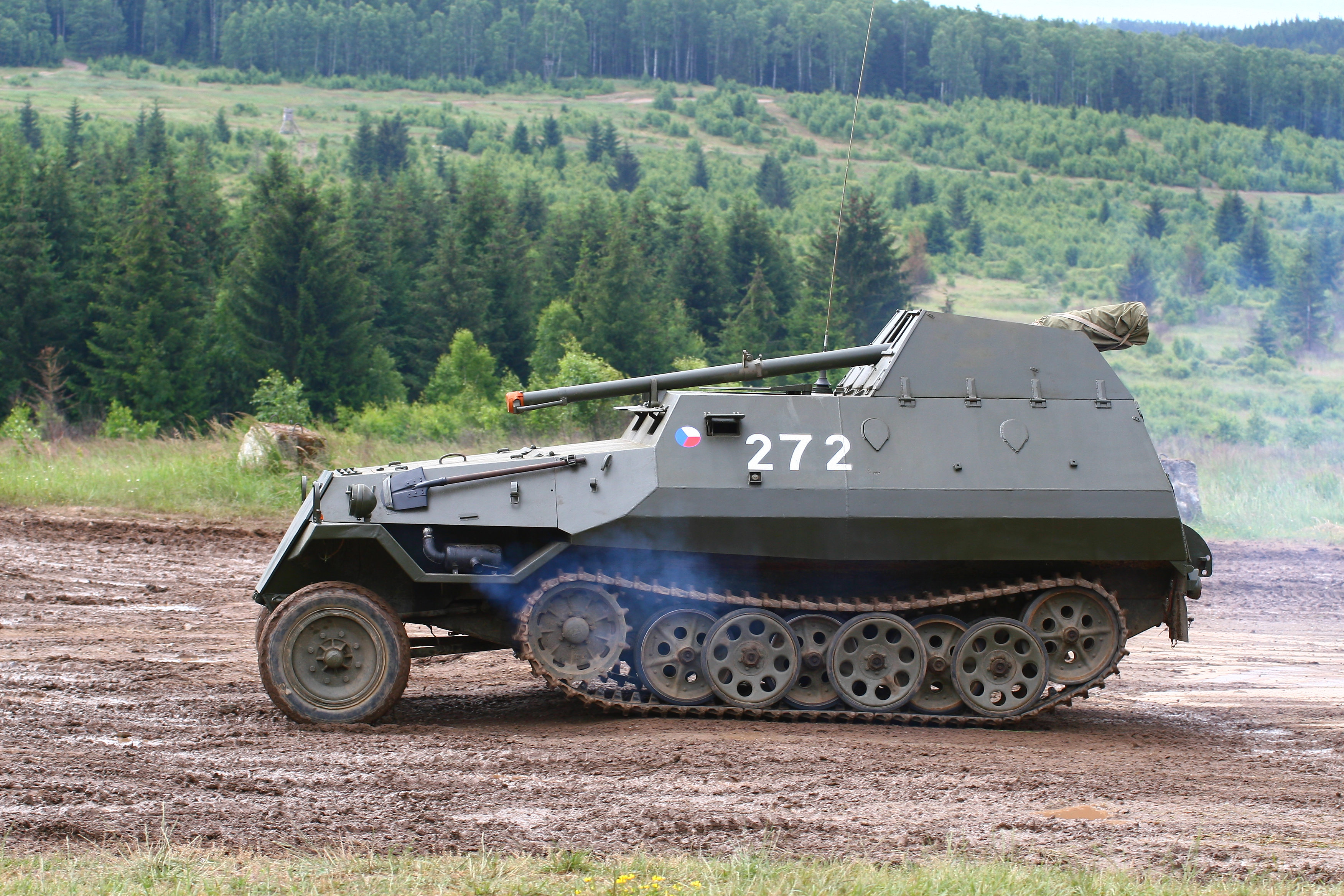
OT-810D s BzK vz. 59
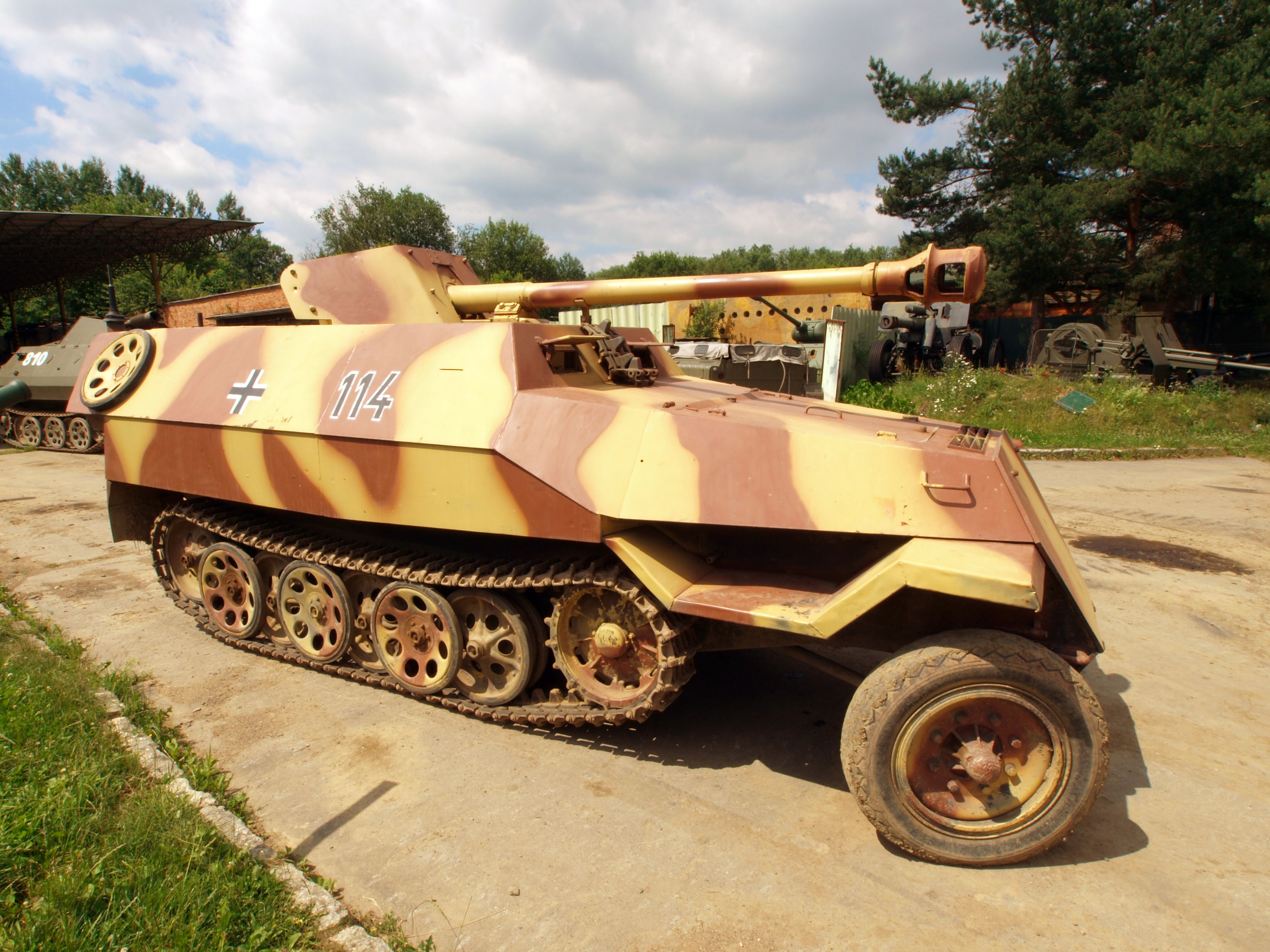
OT-810 přestavěný do podoby německého stíhače tanků Sd.Kfz. 251/22
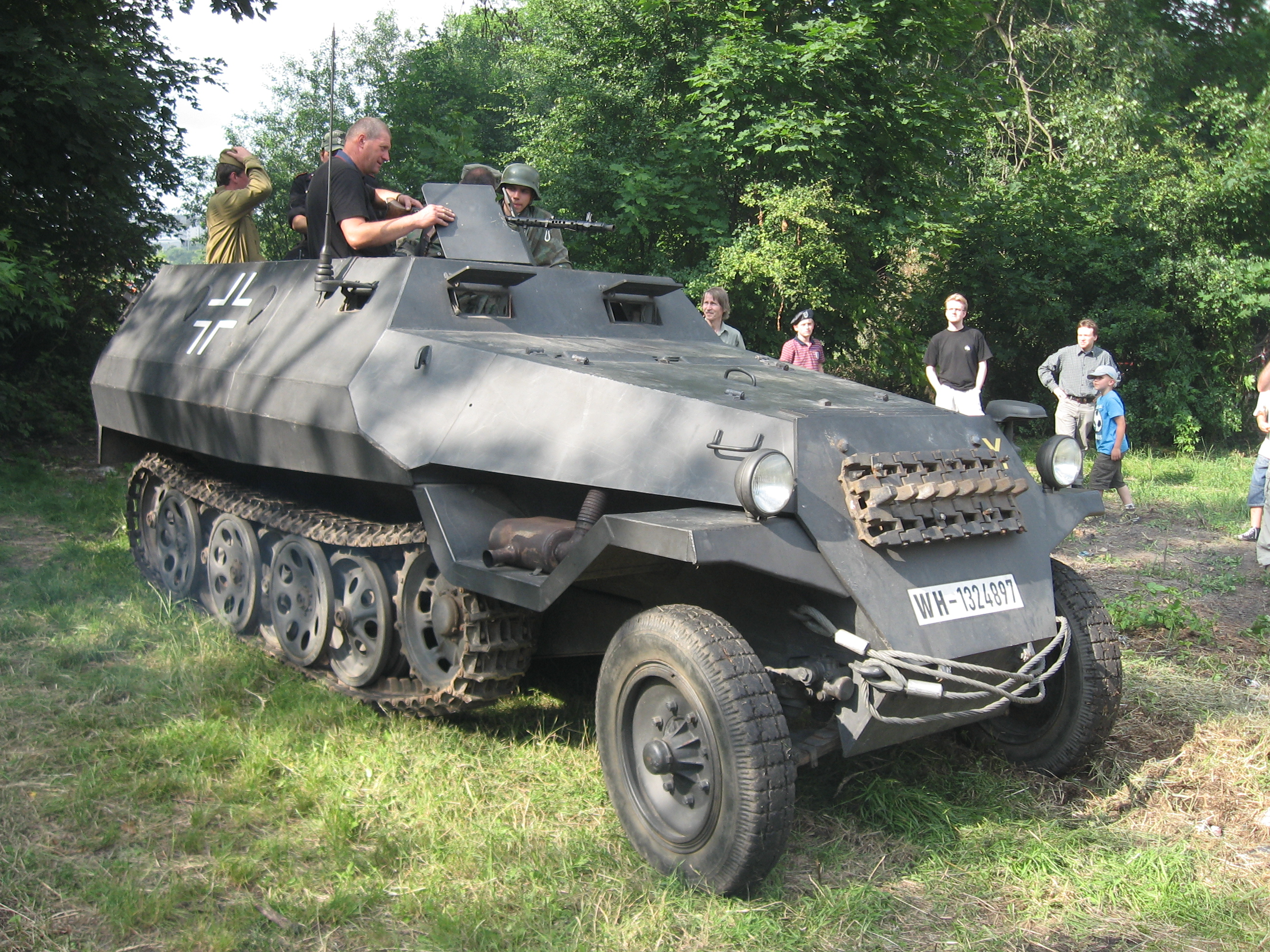
OT-810 jako obrněný transportér Sd.Kfz. 251/1
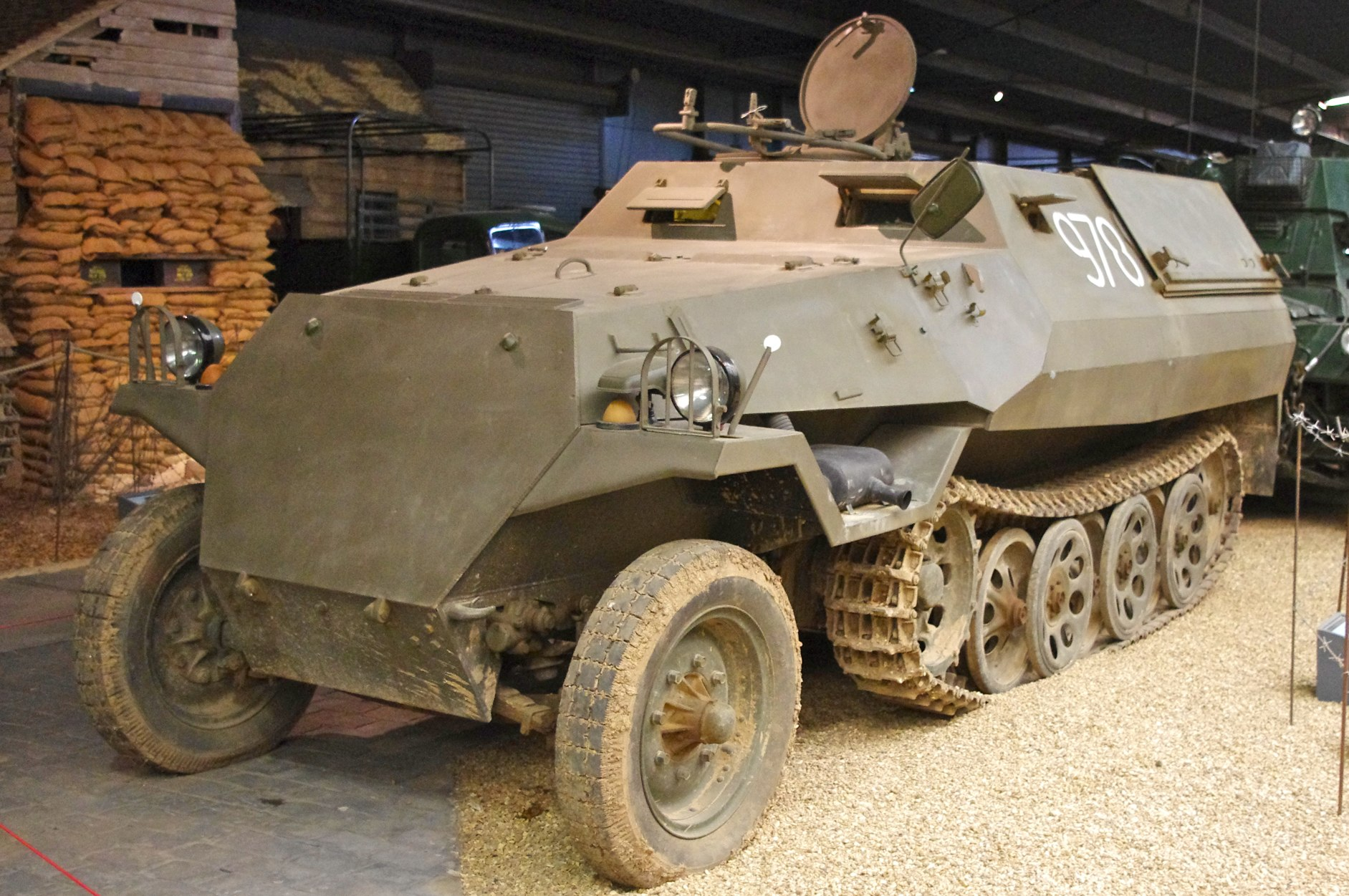
OT-810 v Imperiálním válečném muzeu v Duxfordu
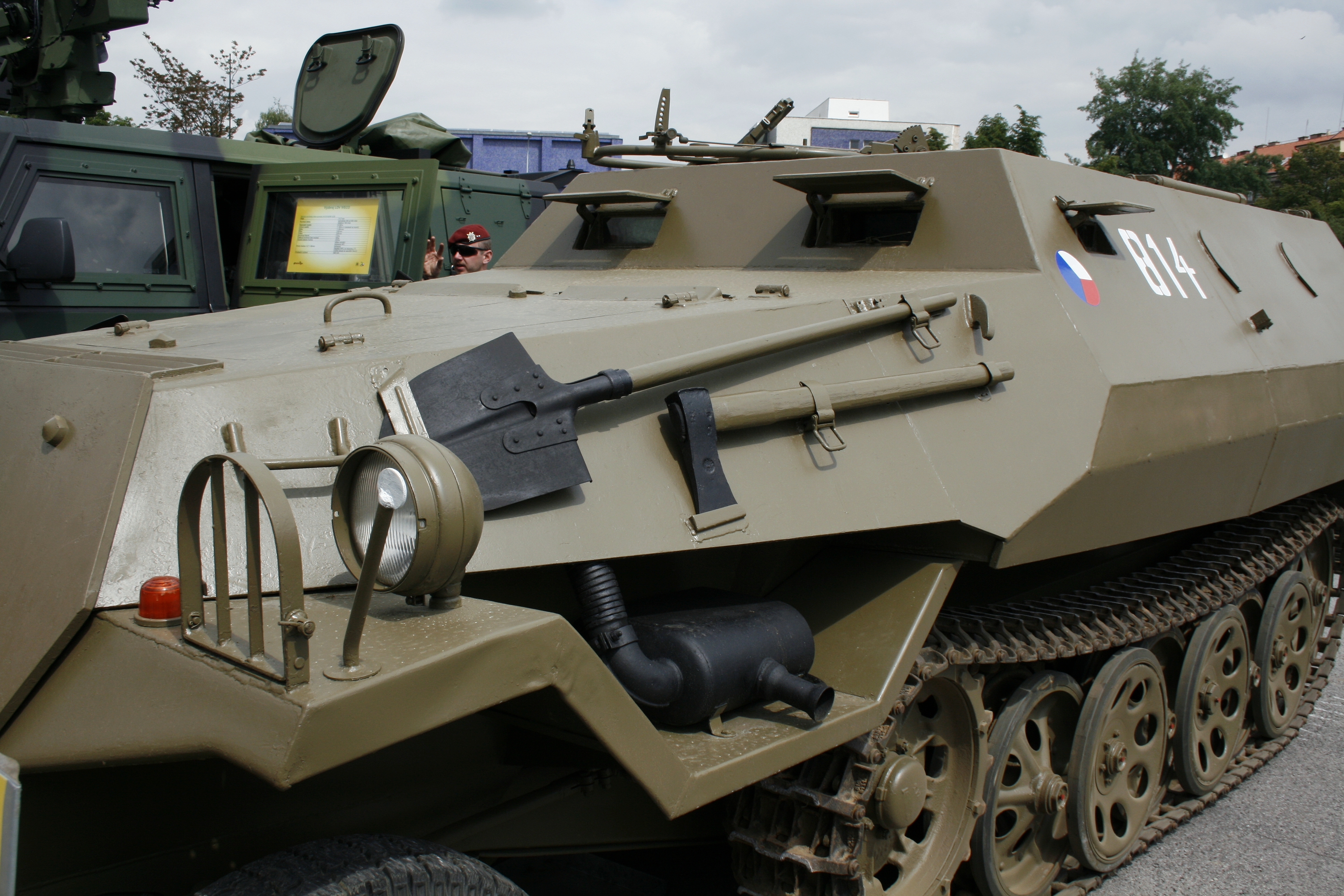
Detail